# IC 4104
IC 4104 ist eine elliptische Galaxie vom Hubble-Typ E3? im Sternbild Jagdhunde am Nordsternhimmel. Sie ist schätzungsweise 553 Millionen Lichtjahre von der Milchstraße entfernt und hat einen Durchmesser von etwa 50.000 Lj.
Das Objekt wurde am 21. März 1903 von Max Wolf entdeckt.